# Liwka
Liwka – rów wodny na Pobrzeżu Szczecińskim, w woj. zachodniopomorskim, w powiecie gryfickim, prawobrzeżny dopływ Kanału Lądkowskiego.
Liwka bierze początek między przysiółkiem Witomierz a wsią Cerkwica, skąd płynie na północ przy zachodniej części Cerkwicy. Następnie biegnie w kierunku północno-zachodnim, przepływa przez Karnice i odbija na północ. W okolicy wsi Lędzin uchodzi od prawego brzegu do Kanału Lądkowskiego. 
Nazwę Liwka wprowadzono urzędowo w 1949 roku, zastępując poprzednią niemiecką nazwę Liebelose.